# James Valentine
James Burgon Valentine (Lincoln, Nebraska, 5 de outubro de 1978) é um músico estadunidense, guitarrista do grupo de pop rock Maroon 5.